# Truchas de Toluca
Para el equipo de béisbol de Toluca que participó en 1980, véase Osos Negros de Toluca.
Las Truchas de Toluca fue un equipo que participó en la Liga Mexicana de Béisbol con sede en Toluca, Estado de México, México.

## Historia
Las Truchas tuvieron su primera y única aparición en la Liga Mexicana de Béisbol en el año de LMB 1984. Durante su única temporada en el circuito terminaron en tercer lugar de la Zona Sur con 67 ganados y 49 perdidos, clasificando a la postemporada donde perdió contra los Tigres Capitalinos 4 juegos a 2.
El siguiente año el equipo se mudó a la ciudad de Puebla, Puebla para convertirse en los Ángeles Negros de Puebla.
Anteriormente había existido un equipo en la ciudad con el nombre de Osos Negros de Toluca durante la temporada de 1980, este equipo no terminó la campaña debido a la Huelga de Beisbolistas.

## Estadio
Las Truchas tuvieron como casa el Estadio de Béisbol Toluca 80 con capacidad para 6,000 espectadores.

## Jugadores

### Roster actual
Por definir.

### Jugadores destacados
- Jaime Orozco.
- Ramón Lora.
- Francisco "Paquín" Estrada.
- Santo Alcalá.

### Números retirados
Ninguno.

### Novatos del año
Ninguno.

### Campeones Individuales

#### Campeones Bateadores
| Año | Nombre  | Porcentaje |
| --- | ------- | ---------- |
| NA  | Ninguno | NA         |

#### Campeones Productores
| Año  | Nombre     | Producidas |
| ---- | ---------- | ---------- |
| 1984 | Ramón Lora | 127        |

#### Campeones Jonroneros
| Año | Nombre  | Jonrones |
| --- | ------- | -------- |
| NA  | Ninguno | NA       |

#### Campeones de Bases Robadas
| Año | Nombre  | Bases |
| --- | ------- | ----- |
| NA  | Ninguno | NA    |

#### Campeones de Juegos Ganados
| Año  | Nombre       | Récord |
| ---- | ------------ | ------ |
| 1984 | Jaime Orozco | 17-9   |

#### Campeones de Efectividad
| Año | Nombre  | Porcentaje |
| --- | ------- | ---------- |
| NA  | Ninguno | NA         |

#### Campeones de Ponches
| Año | Nombre  | Ponches |
| --- | ------- | ------- |
| NA  | Ninguno | NA      |

#### Campeones de Juegos Salvados
| Año | Nombre  | Juegos |
| --- | ------- | ------ |
| NA  | Ninguno | NA     |